# Forêts du Bouclier canadien central
 (juin 2025).
Localisation
Les forêts  du Bouclier canadien central sont une écorégion terrestre nord-américaine du type forêts boréales, taïga du World Wildlife Fund.

## Répartition
Cette écorégion en forme de U s'étend du nord-ouest de l'Ontario jusqu'au centre-ouest du Québec (Eeyou Istchee-Jamésie) en passant par le nord du Lac Supérieur.

## Climat
La température moyenne annuelle se situe entre -2⁰C et 1,5⁰C.  La température estivale moyenne se situe entre 12,5⁰C et 14⁰C et la température hivernale moyenne varie de -12⁰C à -17⁰C.  Les précipitations annuelles varient entre 550mm et 900mm.

## Caractéristiques biologiques
L'Épinette noire représente l'essence climacique dans le nord de cette écorégion.  La fréquence des feux de forêt encourage l'établissement de peuplements serrés composés d'Épinettes noires et de Pins gris mêlés avec quelques Bouleaux blancs.  Les versants exposés au soleil se composent d'une plus grande proportion de bouleaux avec du Peuplier faux-tremble, de l'Épinette blanche et du Sapin baumier.  Le sud de l'écorégion est dominé par une forêt mixte composée d'Épinettes noires, d'Épinettes blanches, de Sapins baumiers, de Pins gris, de Peupliers faux-tremble et de Bouleaux blancs.  Plusieurs espèces végétales isolées, typiques de l'ouest et de l'arctique, se retrouvent le long des rives nord du Lac Supérieur.  On retrouve dans les forêts centrales du Bouclier canadien les populations de Caribou des bois les plus méridionales.

## Conservation
On estime que 40 % de cette écorégion, peut-être moins, est encore intacte.  Dans le sud, la conversion des terres en pâturages est responsable en partie de l'altération de ces forêts, mais l'exploitation forestière à grande échelle est de loin l'activité la plus dommageable : plus de 50 % des forêts ont été exploitées.